# 保大 (南唐)
保大（943年三月—957年）是南唐元宗李璟的年號，共计15年。楚恭孝王馬希萼在保大八年至九年用此年号（950年十二月—951年十一月），福州李仁達和南唐通好期間（945年—946年）曾用此年號。

## 改元
- 昇元七年——三月一日，改元為保大元年。[4][5][6][7][8][9]
- 保大十六年——正月，改元為中興元年。[10][11][12]

## 大事記
- 昇元七年——二月二十二日，南唐烈祖去世。三月一日，元宗李璟即位。

## 紀年對照表
| 保大 | 元年   | 二年   | 三年   | 四年   | 五年   | 六年  | 七年  | 八年  | 九年  | 十年  |
| ---- | ------ | ------ | ------ | ------ | ------ | ----- | ----- | ----- | ----- | ----- |
| 公元 | 943年  | 944年  | 945年  | 946年  | 947年  | 948年 | 949年 | 950年 | 951年 | 952年 |
| 干支 | 癸卯   | 甲辰   | 乙巳   | 丙午   | 丁未   | 戊申  | 己酉  | 庚戌  | 辛亥  | 壬子  |
| 保大 | 十一年 | 十二年 | 十三年 | 十四年 | 十五年 |       |       |       |       |       |
| 公元 | 953年  | 954年  | 955年  | 956年  | 957年  |       |       |       |       |       |
| 干支 | 癸丑   | 甲寅   | 乙卯   | 丙辰   | 丁巳   |       |       |       |       |       |

## 同期存在的其他政权年号
- 中國
  - 天福（936年－944年）：後晉—石敬瑭之年號
  - 開運（944年－946年）：後晉—石重貴之年號
  - 天福（947年）：後漢—劉知遠之年號
  - 乾祐（948年－956年）：後漢—劉知遠、劉承祐，北漢—劉旻、劉鈞之年號
  - 天會（957年－973年）：北漢—劉鈞、劉繼恩、劉繼元之年號
  - 天德（943年－945年）：殷—王延政之年號
  - 光天（942年－943年）：南漢—劉玢之年號
  - 應乾（943年）：南漢—劉晟之年號
  - 乾和（943年－958年）：南漢—劉晟之年號
  - 永樂（942年－943年）：南漢時期—張遇賢之年號
  - 廣順（951年－953年）：後周—郭威之年號
  - 顯德（954年－960年）：後周—郭威、柴榮、柴宗訓之年號
  - 廣政（938年－965年）：後蜀—孟昶之年號
  - 文德（938年－944年）：大理—段思平之年號
  - 文經（945年）：大理—段思英之年號
  - 至治（946年－951年）：大理—段思良之年號
  - 明德（952年）：大理—段思聰之年號
  - 廣德（953年－967年）：大理—段思聰之年號
  - 會同（938年－947年）：契丹—遼太宗耶律德光之年號
  - 大同（947年）：遼—遼太宗耶律德光之年號
  - 天祿（947年－951年）：遼—遼世宗耶律阮之年號
  - 應曆（951年－969年）：遼—遼穆宗耶律璟之年號
  - 同慶（912年－966年）：于闐—尉遲烏僧波之年號
- 日本
  - 天慶（938年－947年）：朱雀天皇與村上天皇之年號
  - 天曆（947年－957年）：村上天皇之年號
  - 天德（957年－961年）：村上天皇之年號

## 深入閱讀
- 李崇智. . 北京: 中華書局. 2004年12月. ISBN 7101025129.
- 鄧洪波. . 臺北: 國立臺灣大學東亞經典與文化研究計劃. 2005年3月  [2022-01-03]. ISBN 9789860005189. （原始内容 (pdf)存档于2007-08-25）.

## 參看
- 中國年號索引
- 其他政权使用的保大年号
- 保大泉

| 前一年號： 昇元 | 南唐年号 943年－957年 | 下一年號： 中兴 |

| 前一年號： 乾祐 | 马楚年号 950年－951年 | 下一年號： -- |